# Mreža za Afirmaciju Radioamaterskog Pokreta
Die Mreža za Afirmaciju Radioamaterskog Pokreta (MARP), deutsch etwa: „Union zur Bekräftigung der Amateurfunkbewegung“, ist die nationale Vereinigung der Funkamateure in Montenegro.

## Geschichte
Die MARP ist eine registrierte Nichtregierungsorganisation nach montenegrinischem Recht. Gestützt auf das am 22. April 2018 verabschiedete Statut der MARP besteht ihr Verwaltungsrat aus sieben Mitgliedern, von denen drei einen Sonderstatus haben:
- der Präsident: Marko Tomašević, 4O9TTT
- der Vizepräsident: Andrija Radman, 4O1AR, und
- der Delegierte bei der IARU: Ranko Boca, 4O3A.

Die MARP bildet unterschiedliche Arbeitsgruppen (Radne grupe), die sich mit Themen wie Amateurfunkkommunikation, Mitgliedsbeiträgen sowie Funknetze Montenegros befassen. Darüber hinaus ernennt sie Koordinatoren (Koordinatori), die sich um spezielle Amateurfunk-Disziplinen kümmern, wie Youngsters On The Air (YOTA) oder um das DXen.
Die MARP verfügt über ein eigenes QSL-Kartenbüro. Sie ist Mitglied in der International Amateur Radio Union (IARU Region 1), der internationalen Vereinigung von Amateurfunkverbänden, und vertritt dort die Interessen der Funkamateure des Landes.